# 丽贝卡·科尔斯塔德
丽贝卡·科尔斯塔德（Rebekah Kolstad，1997年1月21日—），中文名丽贝卡，是一名美国冰球前锋以及中國國家女子冰球隊成員，目前效力于Zhenskaya Hockey League的深圳崑崙鴻星冰球俱樂部。
生于美国明尼苏达州，身高178cm，前锋球员。先后就读于北达科他州大学和明尼苏达大学，139场NCAA比赛完成19进球18助攻37分。2019年毕业后加入深圳昆仑鸿星冰球俱乐部，2019-2020赛季8进球5助攻，球队获得俄罗斯女子冰球联赛冠军。
科尔斯塔德代表中国参加了在北京市举行的2022年冬季奧林匹克運動會女子冰球比賽。